# Homoscleromorpha
De Homoscleromorpha vormen een klasse binnen de Porifera (sponzen). De klasse bevat, vooralsnog, een orde met daarin twee families.

## Orde
- Homosclerophorida